# Bruce McCandless
Bruce McCandless (født 8. juni 1937 i Boston, Massachusetts - død 21. december 2017) var en amerikansk Kaptajn i United States Navy og NASA-astronaut. McCandless deltog som jagerpilot under Cubakrisen i 1962. Han var den første person der foretog en rumvandring uden sikkerhedsline. Han kom ca. 100 m væk fra rumfærgen.

## Rummissioner

### Jordbaseret
- 1969 - Capsule Communicator, dvs. Ground Controls kommunikatør med astronauterne på en rummission. Her var det på Apollo 11-missionen, der satte de to første mennesker på Månen.
- Backup for besætningen på rumstationen Skylab

### Ombord pårumfærgen
- 1984 - STS-41-B, det var her han foretog den første rumvandring uden sikkerhedsline i sin MMU (Bemandet manøvrerings enhed).
- 1990 - STS-31, opsendelsen af Hubble-rumteleskopet